# Leonhard Paminger
Leonhard Paminger ou Päminger et Panninger (Aschach an der Donau, 29 mars 1495 – Passau, 3 mai 1567) est un poète, compositeur et théologien luthérien de Haute-Autriche, né en Bavière catholique.

## Biographie
Le père de Leonhard Paminger, Andreas, était maire d'Aschbach, en Haute-Autriche. Il reçoit une éducation humaniste à Vienne dès 1505 et après de brefs séjours à Aschach et Salzbourg, il entre à l'université de Vienne en 1513. Il est employé comme basse à Saint Étienne et étudie la composition.
Après ses trois années d'étude, Paminger s'installe à Passau en 1516, en tant que scribe et maître d'école à Saint-Nicolas, dont il devient recteur en 1529. Son fils, le compositeur Sigismond Paminger, est né en 1539 ; deux autres sont écrivains. En tant que responsable de l'école et en tant que luthérien,  il est libre de composer à l'extérieur de l'église. En plus de ses fonctions, il est poète et théologien, et correspond avec Martin Luther, Philip Melanchthon et Veit Dietrich et autres philosophes. Il est apparemment démis de ses fonctions de recteur en 1557, en raison de ses convictions luthériennes.

## Œuvre
Paminger est un compositeur prolifique : plus de 700 de ses œuvres ont survécu, le tout constitué d'antiphonies latines, réponses, psaumes, hymnes et propres et hymnes protestants allemands. 
Il est une étape entre les successeurs de Josquin et le style purement allemand et figure dans des anthologies françaises et italiennes.

## Éditions modernes
- Heinz-Walter Schmitz (éd.), Leonhard Paminger 1495-1567, Ausgewählte Werke I et II, Passau, 1995– (Musica sacra Passaviensis, 38-39) (OCLC 36567782)

## Enregistrements
- La Musique Sacrée - Ensemble Stimmwerck, Christophorus Records 2010